# Campeonato Mundial de Ciclismo em Estrada de 1988
Os Campeonatos do mundo de ciclismo em estrada de 1988 celebrou-se na cidade belga de Ronse a 28 de agosto de 1988. Ao ser ano olímpico, todos os eventos olímpicos serviram como campeonatos do mundo, deixando só a corrida profissional de estrada e a prova de contrarrelógio feminina por se disputar.

## Resultados
| Event                      | Ouro                                                                        | Ouro      | Prata                                                                                     | Prata | Bronze                                                                         | Bronze |
| -------------------------- | --------------------------------------------------------------------------- | --------- | ----------------------------------------------------------------------------------------- | ----- | ------------------------------------------------------------------------------ | ------ |
| Provas masculinas          |                                                                             |           |                                                                                           |       |                                                                                |        |
| Homens - corrida em linha  | Maurizio Fondriest · Itália                                                 | 7h 2' 11" | Martial Gayant · França                                                                   | + 27" | Juan Fernández · Espanha                                                       | + 41"  |
| Provas femininas           |                                                                             |           |                                                                                           |       |                                                                                |        |
| Contrerrelógio por equipas | Itália · Monica Bandini · Roberta Bonanomi · Maria Canins · Francesca Galli |           | União Soviética · Alla Jakovleva · Nadesja Kibardina · Svetlana Rojkova · Laima Zilporite |       | Estados Unidos · Jeannie Golay · Phyllis Hines · Jane Marshall · Leslie Schenk |        |